# Чиркин Поље
Чиркин Поље је насељено мјесто у граду Приједор, Република Српска, БиХ. Према попису становништва из 1991. у насељу је живјело 1.196 становника.

## Географија
Налази се сјеверноисточно од центра Приједора у смјеру Бањалуке, тако да границу са Уријама представља Бикаревића поток и Козарска улица, са Свалама улица Милана Врховца а са Орловцима Омладински пут.

## Историја
Седамдесетих година 20. вијека је урађена основна инфраструктура канализација и вода у овом насељу.

## Објекти
На углу Козарске улице и Милана Врховца налази се новоизграђена православна црква.
У насељу се налази медицински центар — општа болница „Др. Младен Стојановић", која је уједно и једина болница у Приједору.
На улазу у Приједор, односно на раскршћу за Чиркин Поље налази се велика робна пијаца „Вилако“ (VILA Co).

## Демографија
По националној структури Срби чине око 97% становништва.
| Демографија | Демографија | Демографија |
| Година      | Становника  | Становника  |
| ----------- | ----------- | ----------- |
| 1961.       | 687         |             |
| 1971.       | 1.002       |             |
| 1981.       | 1.463       |             |
| 1991.       | 1.996       |             |